# Creissels
Creissels (früher: Creyssel; okzitanisch: Creissèls) ist eine französische Gemeinde mit 1.564 Einwohnern (Stand: 1. Januar 2022) im Département Aveyron in der Region Okzitanien. Die Gemeinde gehört zum Arrondissement Millau und zum Kanton Millau-1. Die Einwohner werden Creissellois genannt.

## Lage
Creissels liegt etwa zwei Kilometer südwestlich des Stadtzentrums von Millau. Der Tarn begrenzt die Gemeinde im Norden. Das Gebiet gehört zur historischen Provinz der Rouergue, die 1779 dem Quercy angegliedert wurde. Umgeben wird Creissels von den Nachbargemeinden Millau im Norden und Osten, Lapanouse-de-Cernon im Süden und Südosten, La Bastide-Pradines im Süden, Saint-Georges-de-Luzençon im Westen sowie Comprégnac im Nordwesten. Das Gemeindegebiet gehört zum Regionalen Naturpark Grands Causses.
Durch den westlichen Teil der Gemeinde führt die Autoroute A75 über das Viaduc de Millau.

## Bevölkerungsentwicklung
| Jahr                       | 1962 | 1968 | 1975 | 1982 | 1990 | 1999 | 2006 | 2013 |
| Einwohner                  | 837  | 936  | 1291 | 1326 | 1401 | 1501 | 1487 | 1573 |
| Quellen: Cassini und INSEE |      |      |      |      |      |      |      |      |

## Sehenswürdigkeiten
- Viaduc de Millau, längste Schrägseilbrücke der Welt
- Schloss Creissels
- Gutshof Bel-Air, seit 1994 Monument historique